# Biographie illustrée du moine itinérant Ippen
Vous lisez un « bon article » labellisé en 2013.
La Biographie illustrée du moine itinérant Ippen (一遍上人絵伝, Ippen shōnin eden), est un ensemble d’emaki (rouleaux narratifs peints) rapportant la vie d’Ippen (1234–1289), moine bouddhique fondateur de l’école amidiste Ji shū au Japon. Parmi les différents emaki portant ce titre, la version originale de 1299, nommée Ippen hijiri-e (一遍聖絵, « Peintures de la vie du saint homme Ippen »), est la plus réputée et la plus connue. Un deuxième emaki du XIVe siècle nommé Yugyō shōnin engi-e (遊行上人縁起絵), d’un style plus accessible, raconte également la biographie du moine. De nombreuses copies de ces deux emaki originaux ont été réalisées par la suite, l’ensemble étant donc souvent regroupé sous le terme d’Ippen shōnin eden.
L’Ippen hijiri-e, version originale créée par Shōkai et peinte par En-I, se compose de douze rouleaux de soie, matériau très onéreux, alternant textes calligraphiés et peintures. Le style pictural et la composition des illustrations sont inédits dans l’art des emaki, s’inspirant tant du yamato-e japonais (le style traditionnel de la cour impériale) que du paysage chinois au lavis des Song et s’inscrivant dans les tendances réalistes de l’art de l’époque de Kamakura. De nos jours, l’œuvre demeure la plus ancienne biographie d’Ippen et présente un aperçu inestimable de la vie quotidienne, de la pratique religieuse ainsi que de nombreux paysages et lieux typiques du Japon médiéval, si bien qu’elle est grandement étudiée tant par les historiens que par les historiens de l’art.

« Le thème de cette œuvre allie à la biographie un cadre empreint de vie populaire et de paysages et les deux aspects sont rendus avec le réalisme caractéristique de l’époque de Kamakura. Il nous est ainsi donné non seulement un portrait hautement personnalisé d’Ippen, mais aussi un tableau contemporain des paysages japonais et de ses habitants. »

— Dietrich Seckel et Akihisa Hasé, Emaki : L’art classique des rouleaux peints japonais
Le Yugyō shōnin engi-e, achevé entre 1303 et 1307 sous la conduite de Sōshun en dix rouleaux de papier, porte sur les biographies d’Ippen et surtout de son successeur Taa. Moins raffiné, il a une vocation prosélyte et vise à asseoir la légitimité de Taa comme cofondateur de l’école. Cette version, détruite de nos jours, nous est parvenue à travers ses diverses copies.

## Contexte

### Arts des emaki

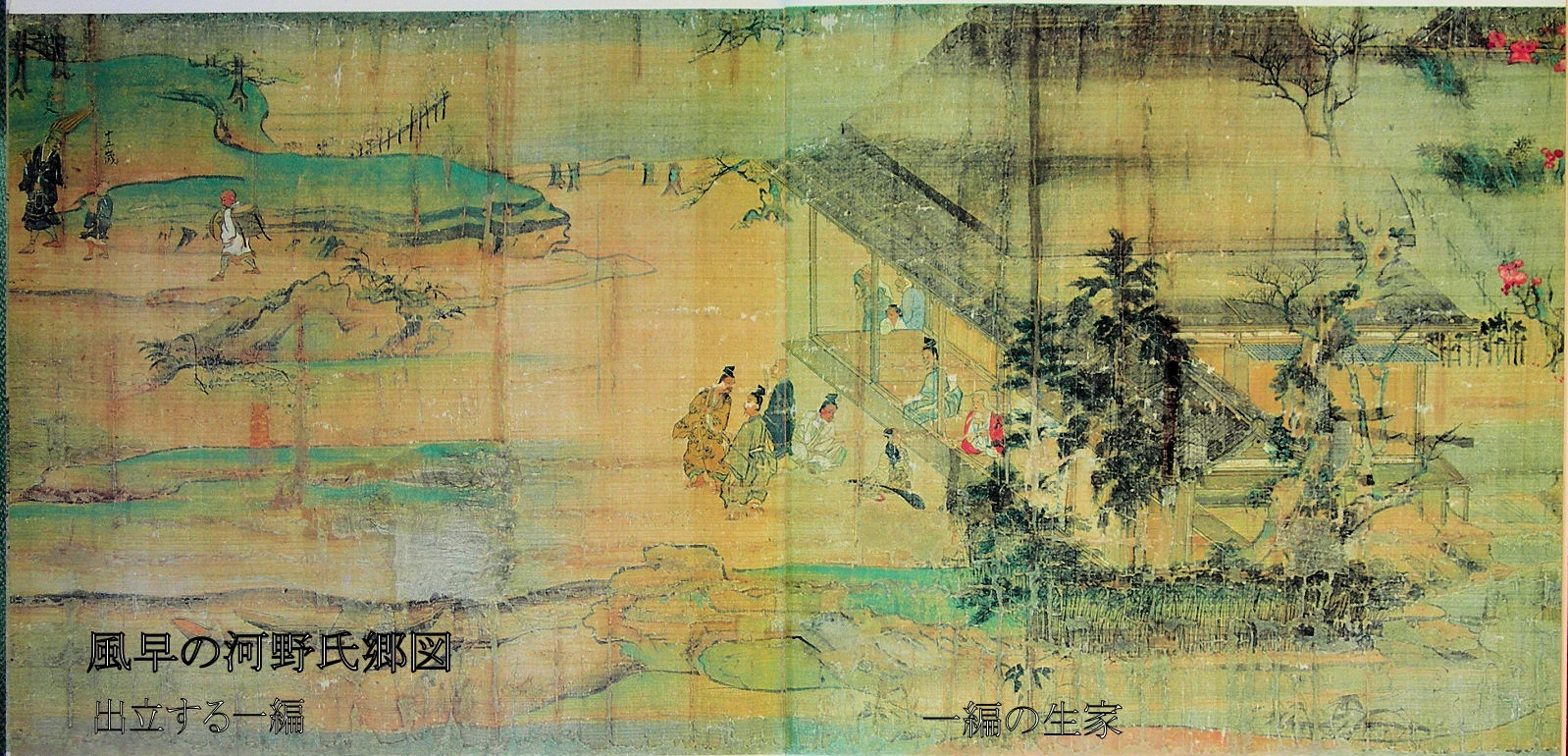
Ippen quittant sa maison à treize ans pour commencer son apprentissage du bouddhisme. Rouleau, section 1.

Apparu au Japon vers le VIe siècle grâce aux échanges avec l’Empire chinois, l’art de l’emaki se diffuse largement auprès de l’aristocratie à l’époque de Heian. Un emaki se compose d’un ou plusieurs longs rouleaux de papier narrant une histoire au moyen de textes et de peintures de style yamato-e. Le lecteur découvre le récit en déroulant progressivement les rouleaux avec une main tout en le ré-enroulant avec l’autre main, de droite à gauche (selon le sens d’écriture du japonais), de sorte que seule une portion de texte ou d’image d’une soixantaine de centimètres est visible. La narration suppose un enchaînement de scènes dont le rythme, la composition et les transitions relèvent entièrement de la sensibilité et de la technique de l’artiste. Les thèmes des récits étaient très variés : illustrations de romans, de chroniques historiques, de textes religieux, de biographies de personnages célèbres, d’anecdotes humoristiques ou fantastiques…
L’époque de Kamakura (XIIe – XIVe siècle), dont l’avènement suit une période de troubles et de guerres civiles, est marquée par l’arrivée au pouvoir de la classe des guerriers (les samouraïs). Cette période politiquement et socialement instable offre un terrain propice au prosélytisme pour le bouddhisme, que ce soit à travers la représentation des sūtra ou le récit illustré de la vie des moines illustres. Sous l’impulsion de la nouvelle classe guerrière au pouvoir et des nouvelles sectes bouddhiques, la production artistique y est très soutenue et les thèmes et techniques plus variés encore qu’auparavant, signalant l’« âge d’or » de l’emaki (XIIe et XIIIe siècles).
La Biographie illustrée du moine itinérant Ippen s’inscrit dans ce contexte-là, les biographies de moines (kōsōden-e ou eden) étant très populaires à l’époque de Kamakura, le thème étant favorisé par l’émergence de nombreuses écoles bouddhiques de la Terre pure.

### Ippen et l’école Ji shū

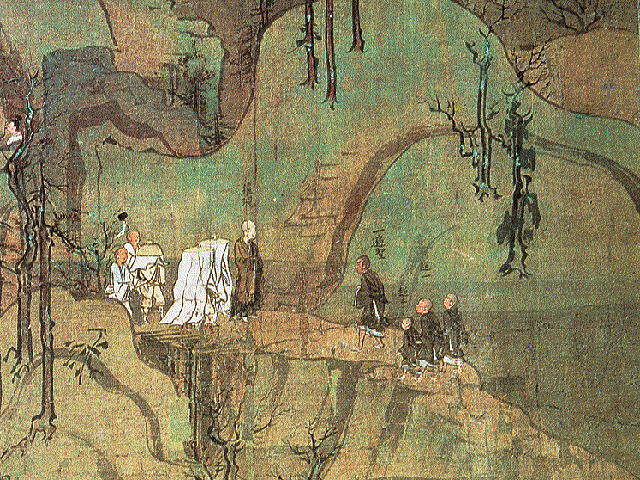
Ippen (vêtu de noir sur la droite) rencontre un moine dans les montagnes de Kumano. Rouleau III, section 1.

Les différentes versions de la Biographie illustrée du moine itinérant Ippen rapportent la vie d’Ippen (一遍, 1234–1289), moine bouddhiste fondateur de l’école Ji shū en 1274, une des branches du bouddhisme de la Terre pure qui supplantent au Japon les anciennes écoles ésotériques et élitistes à l’époque de Kamakura. Suivant les principes de la Terre pure, Ippen enseigne que le Bouddha Amida (Amitābha) accueille en son paradis toute personne qui aura foi en lui ; il initie les fidèles à la récitation quotidienne du nom du Bouddha Amida (nenbutsu) et aux rituels de danses et de chants extatiques (odori nenbutsu), pratique religieuse simple et accessible à tous, même les miséreux et les non-instruits. D’après les récits d’alors, cette doctrine lui aurait été révélée par une manifestation du Bouddha ; Ippen consacre ensuite sa vie à voyager dans tout le Japon, notamment les zones rurales, pour transmettre ce message.

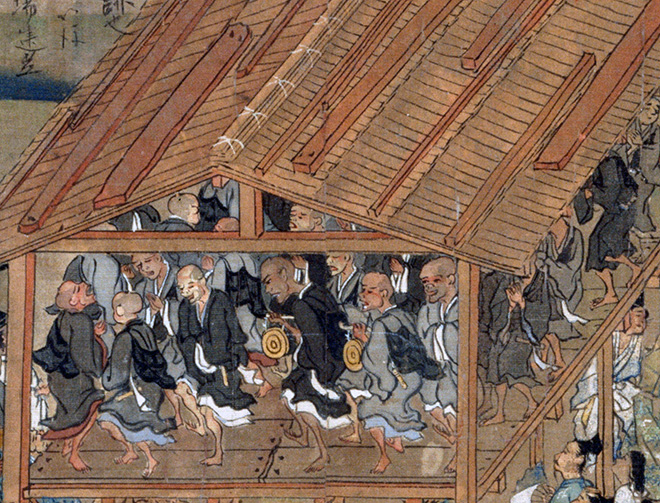
Détail montrant Ippen et ses disciples pratiquant l’odori nenbutsu à Kyoto. Rouleau VII, section 8.

Né en 1239, Ippen est le second fils d’une famille du clan de samouraïs Kōno de la province d'Iyo. Il entre en religion à quinze ans et étudie les enseignements du bouddhisme de la Terre pure (Jōdo au Japon) à Dazaifu auprès de Shōtatsu (聖達), lui-même disciple de Shōkū (証空), avant de se consacrer à la méditation en ermite dans les montagnes. À l’été 1274, Ippen est en retraite à Kumano, lieu sacré du shinto. Selon la légende, il y reçoit une révélation (gongen) qui l’invite à répandre la foi d’Amida dans tout le pays : tout homme peut accéder à la Terre pure (ōjō) du bouddha Amida par le nenbutsu, c’est-à-dire la récitation de l’invocation de son nom,. Dès lors, Ippen voyage dans les temples et sanctuaires du Japon pour répandre cette doctrine. Le moine prend également le nom d’Ippen et mène une vie de pèlerin itinérant, distribuant des tablettes où est inscrit le nenbutsu. Signe d’une époque où l’enseignement religieux se fait plus populaire et accessible, Ippen prêche dans tous les lieux du quotidien : relais, marchés, villages… Il accompagne ses récitations du nom d’Amida par des danses extatiques (odori nenbutsu) qui séduisent la populace par leur « exaltation frénétique ». Il tombe malade en 1289 et meurt à Hyōgo (de nos jours Kobe) au Kannon-dō (Shinkō-ji). Peu avant sa mort, il aurait brûlé la majeure partie de ses écrits.
Il semble qu’Ippen convertit une large frange de la population à sa doctrine, peut-être plus de 250 000 personnes. Du milieu du XIVe siècle jusqu’au début du XVIe, le Ji shū fait probablement partie des écoles amidistes les plus populaires du Japon. Toutefois, au XVIe siècle, elle perd fortement de son influence et n’est plus qu’un mouvement religieux minoritaire au Japon de nos jours.

## Versions de la biographie
Plusieurs emaki narrent la vie d’Ippen, qui sont collectivement connus sous le titre Ippen shōnin eden. Ils se répartissent en deux lignées : ceux issus de la version de Shōkai (聖戒) (disciple et jeune frère ou neveu d’Ippen) réalisée en 1299 et ceux issus de la version de Sōshun (宗俊) (élève de Taa (他阿), lui-même disciple d’Ippen) achevée entre 1304 et 1307, aujourd’hui perdue. La version de Shōkai, la plus ancienne et la plus réputée, est connue sous le nom d’Ippen hijiri-e et celle de Sōshun sous les noms de Yugyō shōnin engi-e ou Ippen shōnin ekotoba den. Diverses copies directes ou indirectes des versions de Shōkai et Sōshun existent, comme celle du Shinkō-ji (1323), plutôt burlesque dans la veine du mouvement otogizōshi, celle du Miei-dō (seconde moitié du XIVe ou début du XVe), copie proche de l’original de 1299, ou celle du Kōmyō-ji (à Yamagata, réalisée en 1594 par Kanō Eitoku) visant à l’extraordinaire. La liste exhaustive, hors collections privées et fragments, des temples ou institutions possédant une copie de nos jours est :
1. dans la lignée de la version de Shōkai au Kankikō-ji (Kyoto) : le Shinzenkō-ji (Kyoto, version dite Miei-dō-bon, aujourd’hui entreposée à la bibliothèque Sonkyōkaku bunko et dans la collection de la famille Kitamura), le Daigan-ji (Niigata) et le musée d'art Fujita (Osaka) ;
2. dans la lignée de la version de Sōshun au Shōjōkō-ji (Fujisawa ; la version originale a été perdue, mais le temple en possède lui-même une copie) : le Konren-ji (Kyoto, deux exemplaires), le Shinkō-ji (Kobe), le Kōmyō-ji (Yamagata), le Senshō-ji (Niigata), le Raigō-ji (Niigata), le Konkō-ji (Kyoto), le Jōshō-ji (Onomichi) et le Kondai-ji (Nagano). En incluant les collections privées, il existe vingt exemplaires complets ou incomplets de cette version selon H. Sasaki[17].

Les biographies mélangent probablement ponctuellement la vie d’Ippen avec d’autres moines comme Hōnen, notamment sur son apprentissage Tendai. D’autres moines célèbres virent d’ailleurs également leur biographie couchée sur des emaki, dont Hōnen et Shinran.

## Version de Shōkai (1299):Ippen hijiri-e

### Description

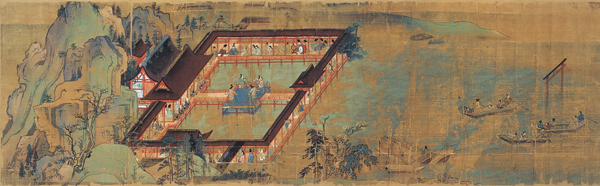
Ippen arrivant au sanctuaire d’Itsukushima-jinja à Miyajima où les jeunes filles de l’île dansent en son honneur au centre ; on distingue à droite le célèbre torii flottant. Rouleau, section 2.

La toute première version, dite de Shōkai (disciple et proche d’Ippen de son vivant), est achevée en 1299, dix ans après la mort du moine et reste la plus connue et la plus étudiée dans l’histoire et l’histoire de l’art : avec elle, l’art de l’emaki atteint « un de ses sommets »,. L’œuvre se compose de douze rouleaux de 0,38 mètre de haut sur 9,22  à   10,90 mètres de long, qui ont la particularité d’être en soie et non en papier comme le plus souvent (probablement pour marquer l’importance du moine).
Sa création en 1299 est attribuée à Shōkai, auteur du texte, tandis que les peintures sont réalisées sous la direction du peintre En-I (円伊), probablement disciple d’Ippen de son vivant, comme en témoigne la retranscription fidèle de sa vie et qui pourrait être un prêtre haut placé du Onjō-ji ou un peintre professionnel lié à la cour impériale,. Le rôle exact d’En-I reste soumis à interprétation : la taille de l’emaki et des variations de styles suggèrent que plusieurs assistants ont probablement collaboré sous la direction du maître. Des études stylistiques permettent de lier les peintures avec les ateliers des temples Onjō-ji (Mii-dera) et Shōgo-in, en raison de la proximité avec des mandalas conçus par ces ateliers. Quatre styles principaux ont été identifiés pour les calligraphies, œuvre de plusieurs aristocrates de la cour impériale dirigés par Sesonji Tsunetada et réalisées séparément sur des coupons de soie de couleurs variées,,.
Le commanditaire n’est pas connu avec certitude ni nommé sur le colophon. La qualité et la richesse de l’œuvre réalisée sur soie, matériau de luxe et support d’un seul autre emaki connu de nos jours (le Kasuga gongen genki-e), suggèrent fortement une commande d’un riche mécène de la cour pour en faire offrande au Kankikō-ji, probablement converti au Ji shū. L’hypothèse la plus couramment avancée sur l’identité de ce mécène est celle du grand chancelier Kujō Tadanori.
Reconnu trésor national du Japon, l’emaki appartient au temple Kankikō-ji de Kyoto (fondé par Shōkai avec le support de Kujō Tadanori),, mais est de nos jours conservé aux musées nationaux de Kyoto et de Nara. Une partie du rouleau 7, entreposée au musée national de Tokyo depuis 1951 et un fragment du rouleau 6 appartenant à un collectionneur privé ont été détachés au début de l’ère Meiji. Leur état de conservation est généralement bon, malgré quelques fragments perdus ou effacés.

### Thèmes

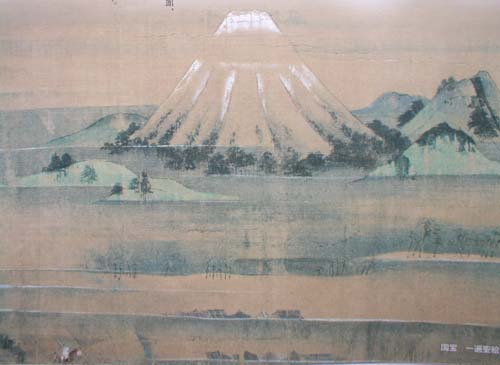
Le mont Fuji, une « vue célèbre » du Japon souvent célébrée dans la poésie et la peinture. Rouleau, section 2.

Les textes narrent les épisodes clés de la vie d’Ippen en trois larges périodes : son initiation et ses études du bouddhisme jusqu’à la révélation de 1274 à Kumano, la création de la congrégation qui allait devenir l’école Ji shū et la fin de sa vie alors qu’il attire de larges foules de fidèles à ses prêches. Tout au long de la biographie sont cités ses sermons, ses prières et de nombreux poèmes waka. D’autres textes sur la fondation des temples et sanctuaires (engi) visités par le moine sont également inclus. À la différence des versions ultérieures ou d’autres biographies de patriarches, il n’y a dans les peintures de cette œuvre aucune volonté de conférer une dimension mystique ou divine à Ippen, qui est souvent relégué au second plan au profit des illustrations de paysages,. Les calligraphies sont elles plus prosélytes et rapportent les différents miracles attribués à Ippen durant sa vie, si bien que le texte ne correspond que rarement aux images. Shōkai évite toutefois toute démesure et exprime dans cette biographie affection et respect envers Ippen,.

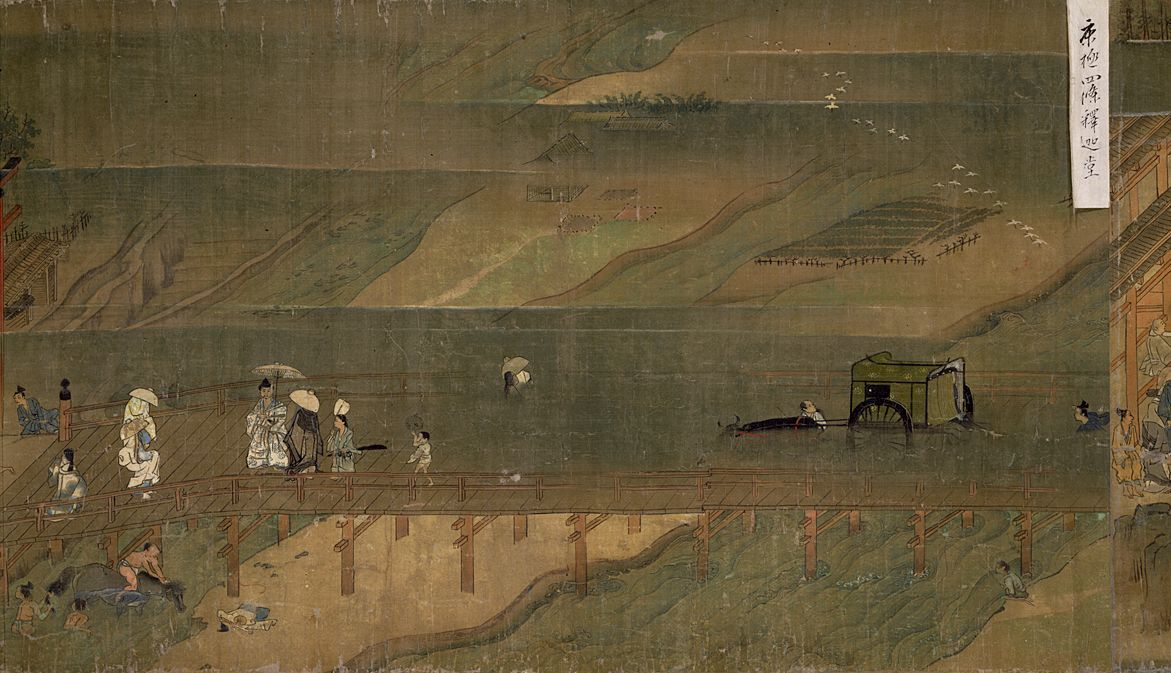
Célèbre scène de transition où Ippen arrive à Kyōto par le pont de Shijō ; l’usage de la brume y est fortement marqué. Rouleau VII, section 2.

Cette version apparaît très raffinée, pleine de retenue et destinée à une élite, ravivant la tradition littéraire et picturale de la cour de Heian,. Les peintures et les textes confèrent une atmosphère lyrique à l’œuvre, via les thèmes de la poésie, du voyage et du pèlerinage. Les paysages y sont très nombreux, transcrivant fidèlement de célèbres vues japonaises reconnaissables sans peine, comme l’émergence du mont Fuji au-dessus de la brume, l’Itsukushima-jinja ou la cascade de Nachi, ainsi que de nombreux temples et lieux de pèlerinages comme le mont Kōya ou Kumano Sanzan, qui eut une grande importance dans la vie d’Ippen (le passage occupe par conséquent une large place). L’œuvre se rapproche en ce sens des peintures meisho-e (peinture de vues célèbres) et des récits de voyage, thèmes traditionnels associés à la cour impériale et à la poésie. L’importance accordée aux paysages et aux scènes de genre reste rare dans les biographies illustrées de moine : ici, le peintre alterne paysages stylisés inspirés par la poésie traditionnelle de Heian et représentations réalistes de lieux et des gens, approche originale dans le mouvement des emaki.
En comparaison, les biographies illustrées de moines mettent l’accent sur les personnages et le dynamisme de la narration, ou tombent dans le stéréotype et la répétition (à l’image de la Biographie illustrée du révérend Hōnen).

### Style et composition

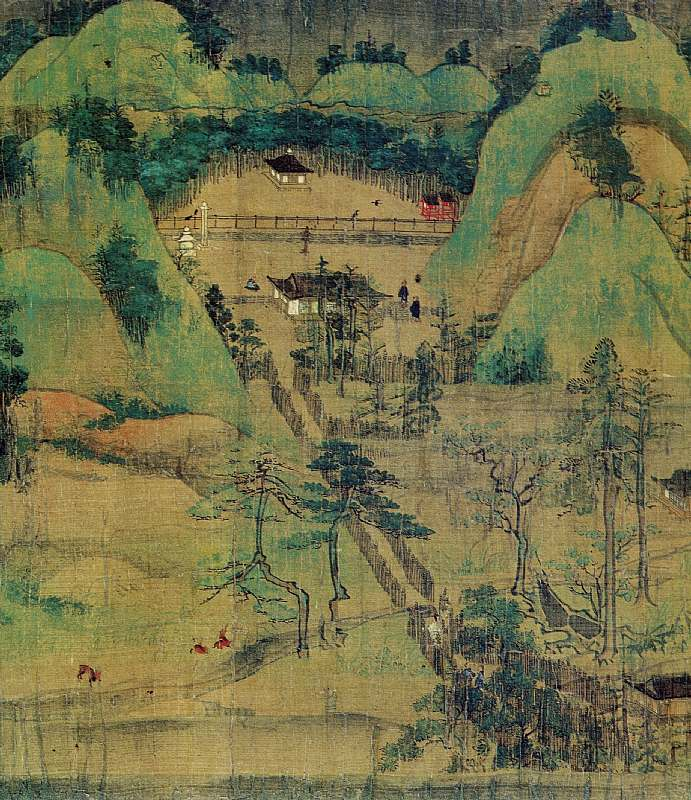
Paysage du mont Kōya, où le style chinois shanshui est perceptible dans les couleurs et l’impression de « cheminement » menant au bout du voyage, ici l’Okuno-in. Seules les proportions des personnes rompent la perspective réaliste. Rouleau II, section 4.

L’emaki, caractérisé par son réalisme et ses couleurs, appartient au style japonais yamato-e de l’époque de Kamakura. Toutefois, contrairement à la plupart des emaki d’alors, les premières influences du lavis de la Chine des Song s’y ressentent également. L’œuvre repose sur l’alternance entre calligraphies et séquences peintes, pour 48 sections au total (en référence au 48 vœux d’Amida). Les transitions entre peintures sont le plus souvent marquées par des étendues de brumes ou d’eau, des bâtiments ou encore le changement des saisons. La composition présente le même dualisme entre techniques typiques du yamato-e et incorporation d’éléments chinois Song et Yuan.

« Si l’œuvre est sensible à l’influence de la peinture au lavis des Song du Sud, elle participe néanmoins, tout en reprenant des procédés du yamato-e, aux nouvelles tendances réalistes de l’époque de Kamakura […] et explore ainsi un nouvel espace pictural. »

— Elsa Alocco Saint-Marc, Techniques de composition de l’espace dans l’Ippen hijiri-e

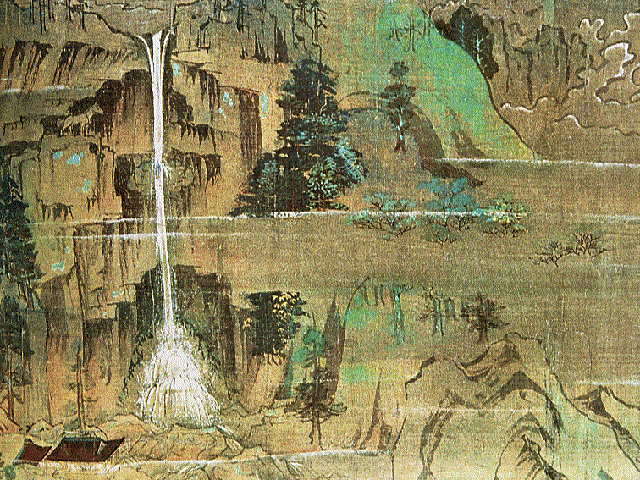
La cascade de Nachi. On distingue à gauche un cheval blanc, symbolisant Kannon. Rouleau III, section 1.

Du yamato-e d’abord, les rouleaux exploitent les techniques de composition classiques des emaki : l’ensemble se base sur de longues lignes de fuite parallèles qui accompagnent le mouvement des yeux et suggèrent la profondeur, ainsi que sur des points de vue lointains en hauteur (perspective dite « à vol d’oiseau ») et l’usage intensif de brumes (suyari),. La technique classique de l’iji-dō-zu, qui consiste à représenter plusieurs fois un même personnage dans une scène pour suggérer l’écoulement du temps et varier le rythme avec une grande économie de moyen, est également employée sur plusieurs peintures, par exemple la scène du guerrier (rouleau IV, section 3) qui menace d’abord Ippen au centre, puis est converti par le moine en haut à gauche. Ippen ayant voué sa vie à l’itinérance, les scènes de voyage dominent l’œuvre, mais malgré l’importance des paysages, la perspective subjective et non réaliste japonaise reste tangible, les éléments principaux de chaque section étant agrandis par rapport aux proportions des décors. Ippen et son groupe apparaissent notamment toujours anormalement grands par rapport aux autres personnages et aux bâtiments, car ils sont au centre du récit (les emaki religieux avaient principalement un intérêt didactique). Le point de vue adopté varie entre les scènes d’une même section afin de dynamiser l’histoire, pouvant parfois être inhabituellement éloigné, si bien que les détails et la foule en deviennent minuscules.
Les scènes de paysages, souvent effectuées dans les styles de peinture chinoise Tang (dit en « bleu et vert »), Song et Yuan dominent la composition dans la tradition lyrique et spirituelle chinoise (l’art du shanshui),. En particulier, les premières influences du lavis Song au Japon transparaissent, les contours et encrages en étant très proches par le trait vif et rugueux. Plusieurs détails révèlent que les artistes se sont inspirés du style des Song du Sud : le cadrage des compositions, la profondeur des paysages rendue par une succession de plan, ou l’emploi du côté du pinceau plutôt que la pointe pour les contours des montagnes. L’influence des paysages chinois explique le réalisme marqué des peintures, notamment dans la perspective, réalisme qui caractérise l’art de l’époque de Kamakura,. Ainsi, malgré les tailles irréalistes des personnages et d’improbables points de vue en hauteur, les paysages sont le plus souvent profonds et rigoureusement proportionnés, impression renforcée par des techniques picturales telles que peindre les arbres de façon détaillée au premier plan et floue en fond, ou encore des vols d’oiseaux qui disparaissent peu à peu vers l’horizon. La couleur elle-même permet enfin de renforcer les creux et les reliefs.
Le réalisme, fort apprécié des bushis de Kamakura, naît ainsi des influences du paysage chinois, mais est également renforcé par la représentation dynamique et très détaillée de la vie quotidienne,. Les emaki du XIIIe siècle accordent une importance particulière à la figuration des foules, ici avec un penchant certain pour le commun. Les dessins des bâtiments existant encore de nos jours sont pour la plupart si détaillés que des croquis ont dû être faits sur le vif lors des voyages d’Ippen, probablement par En-I lui-même. Le contraste entre précision des détails architecturaux et perspective parallèle non réaliste se ressent sur tous les édifices. H. Okudaira écrit aussi qu’« il y a souvent une forte association entre les émotions des hommes et le monde de la nature » dans ce type d’emaki. Il y a de fait une correspondance entre certains paysages et sentiments véhiculés par le récit, par exemple les cerisiers d’Iyo peints juste après la floraison lorsque Ippen quitte son foyer, pour évoquer la séparation.

### Contenu détaillé
Le tableau ci-dessous indique la composition des rouleaux, chaque section étant composée d’un texte calligraphié sur soie colorée suivi d’une portion illustrée. Par convention, SNEZ fait référence à la collection Shinshū Nihon emakimono zenshū (no 11) et NE à la collection Nihon no emaki.
| Rouleau | Section          | Description | Taille (cm) | Sources                          |
| ------- | ---------------- | --- | ----------- | -------------------------------- |
| I       | 1                | 1251. À l’âge de treize ans, Ippen, alors nommé Zuien, quitte sa maison natale de Shikoku accompagné du moine Zennyū pour Dazaifu dans la province de Tsukushi, afin d’étudier le bouddhisme de la Terre pure. Il est l’élève du révérend Shōtatsu à Dazaifu, puis de Kedai à Shimizu. | 474,4       | SNEZ, p. 7,13, NE, p. 4-14       |
| I       | 2                | Mai 1263. Ippen retourne dans sa province natale après la mort de son père. Son petit frère (ou neveu) et disciple Shōkai devient moine et tous deux partent de nouveau à Dazaifu. | 244,2       | SNEZ, p. 13, NE, p. 16-20        |
| I       | 3                | 1271. Ippen séjourne au Zenkō-ji dans la province de Shinano. L’enceinte, la pagode et le bâtiment principal du temple sont notamment visibles, ainsi que des scènes de vie paysanne. | 244,2       | SNEZ, p. 13, NE, p. 21-27        |
| I       | 4                | Automne 1271. Ippen s’établit en ermite au temple Kudobera de la province d'Iyo pour se retirer du monde et se consacrer à la méditation. | 149,3       | SNEZ, p. 13, NE, p. 28-30        |
| II      | 1                | Juillet 1273. Ippen fait construire un ermitage. Puis il médite seul sur un sommet dans la région montagneuse de Sugō dans la province d'Iyo. L’image repose sur le contraste entre Ippen retiré du monde et une troupe enjouée de Japonais au pied des sommets. | 431,2       | SNEZ, p. 4, 13, NE, p. 38-42     |
| II      | 2                | Février 1274. Ippen quitte Sugō avec deux fidèles et retrouve Shōkai à Sakurai, province d'Iyo. Il s’agit d’une imprécision, car ces retrouvailles devraient avoir lieu après la section 4. | 218,8       | SNEZ, p. 7-8, 13, NE, p. 43-48   |
| II      | 3                | 1274. Séjour au Shi Tennō-ji d’Osaka. Les bâtiments et les figures émergent de la brume qui occupe toute l’image. La pagode à cinq étages du temple est bien visible. | 287,7       | SNEZ, p. 13, NE, p. 49-55        |
| II      | 4                | 1274. Ippen se rend au mont Kōya, d’abord au Kongōbu-ji reconnaissable par sa pagode centrale rouge d’influence chinoise et japonaise, puis au Okuno-in. | 198,4       | SNEZ, p. 14, NE, p. 57-60        |
| III     | 1                | Été 1274. Ippen voyage dans la région de Kumano dans la province de Kii pour y diffuser le Jōdo shū. Il quitte le Shi Tennō-ji avec deux moines et fait halte au sanctuaire Kumano Hayatama-taisha et à la cascade de Nachi. Puis il rencontre un moine dans les montagnes de Kumano. Enfin, arrivé au sanctuaire Kumano Hongū-taisha, il a une révélation divine déterminante pour sa foi. Un vieux moine lui apparaît pour lui enseigner que la renaissance au paradis (ōjō) ne peut être réalisée que par le nenbutsu et lui commande de diffuser cet enseignement et des tablettes portant la formule Namu Amida butsu. Finalement, Ippen donne ses premières tablettes à des enfants. L’ordre des scènes de la section est incorrect du fait d'un mauvais remontage ; l’ordre original est : révélation au Hongū-taisha, enfants, route vers Hayatama-taisha, cascade de Nachi, moine dans les montagnes. | 540,3       | SNEZ, p. 8-9, 14, NE, p. 65-74   |
| III     | 2                | Automne 1275. Ippen retourne dans son pays natal à Shikoku pour enseigner sa foi, rassemblant une foule nombreuse. | 276,0       | SNEZ, p. 14, NE, p. 79-82        |
| III     | 3                | Discussion entre Ippen et son ancien maître Shōtatsu sur le bouddhisme. | 106,5       | SNEZ, p. 14, NE, p. 83-84        |
| IV      | 1                | 1276. Ippen prêche dans la maison d’un samouraï de la province de Chikuzen durant un voyage à Kyūshū. | 119,0       | SNEZ, p. 14, NE, p. 86-88        |
| IV      | 2                | 1276. Séjour au Ōsumi Hachiman-gū. | 153,8       | SNEZ, p. 14, NE, p. 89-92        |
| IV      | 3                | Hiver 1278. Lors d’un voyage dans la province de Bizen, Ippen convertit au bouddhisme de la Terre pure la femme du fils d’un prêtre shinto. Son mari, mécontent, poursuit Ippen dans le but de le tuer, mais est finalement converti lui aussi par le moine. La rencontre se produit au milieu d’un marché sous le regard de la populace. | 330,9       | SNEZ, p. 9-10, 14, NE, p. 96-100 |
| IV      | 4                | Hiver 1279. Arrivé à Kyoto, Ippen prêche au Inaba-dō. | 188,3       | SNEZ, p. 14, NE, p. 103-105      |
| IV      | 5                | Août 1279. Ippen et ses fidèles voyagent de Kyoto au Zenkō-ji. Près du bourg de Tomono dans la province de Shinano, ils sont intrigués par un nuage violet. Puis au village Odagiri, il enseigne le nenbutsu dansé. | 321,3       | SNEZ, p. 14, NE, p. 110-113      |
| V       | 1                | Hiver 1279. Ippen et ses disciples voyagent dans la campagne de Saku, province de Shinano. Il y baptise la sœur d’un guerrier nommé Ōi no Tarō dans un bourg de la province. | 191,8       | SNEZ, p. 14, NE, p. 115-118      |
| V       | 2                | Ippen et son groupe sont surpris par une averse au temple Onodera de la province de Shimotsuke. La pluie est rendue par de discrets traits obliques. | 160,2       | SNEZ, p. 14, NE, p. 120-123      |
| V       | 3                | Automne 1280. Ippen écrit un poème au sanctuaire de Myōjin près de la barrière de Shirakawa. Il voyage à ce moment du Zenkō-ji vers la province d'Ōshū. Il prie ensuite avec sa compagnie autour d’un tertre. | 256,6       | SNEZ, p. 4-5, NE, p. 126-130     |
| V       | 4                | Voyage sur la route d’Ōshū (Ōshū Kaido) en hiver, qui est l’occasion de peindre plusieurs paysages enneigés. Ippen prêche dans la province de Hitachi. | 194,1       | SNEZ, p. 15, NE, p. 132-135      |
| V       | 5                | Été 1282. Ippen se voit refuser l’accès à Kamakura, la capitale shogunale, par des officiers à cheval et s’établit avec sa compagnie au pied d’une colline pour la nuit. | 292,1       | SNEZ, p. 15, NE, p. 139-143      |
| VI      | 1                | Juillet 1281. Ippen séjourne au sanctuaire Mishima de la province d'Izu. Une large procession de gens du peuple se presse par la porte et les deux petits ponts jetés sur le lac du sanctuaire pour écouter Ippen. | 347,9       | SNEZ, p. 15, NE, p. 149-153      |
| VI      | 2                | La peinture débute par une vue du mont Fuji. Puis un disciple d’Ippen nommé Ajisaka no Nyūdō atteint le paradis de l’Ouest près du fleuve Fuji aux flots tumultueux, grâce à sa foi dans le nenbutsu. | 175,1       | SNEZ, p. 11, 15, NE, p. 154-157  |
| VI      | 3                | Mars 1282. Au Jizō-dō près de la plage de Katase, Ippen baptise Shōamidabutsu puis pratique le nenbutsu dansé. Cette dernière scène fait partie de la section 1, mais a été mal remontée. Il s’agit d’une scène citadine peignant un grand nombre de figures, y compris mendiants et malades. | 291,2       | SNEZ, p. 15, NE, p. 161-165      |
| VI      | 4                | Séjourne au Jimoku-ji de la province d'Owari, où Bishamon-ten, une divinité bouddhique, réalise un miracle. La divinité est représentée par sa statue devant laquelle Ippen prie. | 173,2       | SNEZ, p. 15, NE, p. 167-169      |
| VI      | Fragment détaché | Un fragment détaché de longue date peint les îles d’E-no-shima, où plusieurs bateaux se dirigent vers Katase pour écouter l’enseignement d’Ippen. | 104,8       | SNEZ, p. 11, 15, NE, p. 170-171  |
| VII     | 1                | Voyageant sur la route du Tōkaidō, Ippen arrive du côté du lac Biwa, traverse un village et séjourne au Seki-dera (de nos jours le Chōan-ji) où il effectue un long service religieux de sept jours. | 344,4       | SNEZ, p. 15, NE, p. 177-181      |
| VII     | 2                | 1284. Ippen arrive à Kyoto dans la brume par le pont de Shijō (Shijō-hashi) enjambant la rivière Kamo et prie au Shaka-dō de Shijō à Kyoto. | 324,8       | SNEZ, p. 15, NE, p. 184-189      |
| VII     | 3                | 1284. Ippen pratique le nenbutsu dans un petit temple à Ichiya (Kyoto) qu’il a fait construire. S’ensuivent des scènes de vie de travailleurs, voyageurs et mendiants. | 304,8       | SNEZ, p. 15, NE, p. 194-197      |
| VII     | 4                | 1284. Ippen s’installe dans le quartier de Katsura à Kyoto. | 169,3       | SNEZ, p. 15, NE, p. 199-201      |
| VIII    | 1                | Automne 1284. Ippen circule sur la route Hokkoku. | 161,4       | SNEZ, p. 15, NE, p. 204-206      |
| VIII    | 2                | Mai 1285. Alors qu’Ippen voyage sur la route San'indō, un dragon apparaît dans le ciel au-dessus de la plage de Kumi, province de Tango. | 288,5       | SNEZ, p. 16, NE, p. 210-213      |
| VIII    | 3                | Séjour au ichi-no-miya (sanctuaire principal) dans la province de Mimasaka, où une large foule vient écouter Ippen prêcher. | 157,1       | SNEZ, p. 16, NE, p. 215-217      |
| VIII    | 4                | 1286. Séjour au Shi Tennō-ji d’Osaka, de nouveau sous la brume. | 166,9       | SNEZ, p. 16, NE, p. 218-221      |
| VIII    | 5                | Ippen s’isole pour méditer au mausolée du prince Shōtoku, puis séjourne au Taima-dera où la populace fait des offrandes de riz et de victuailles. | 394,6       | SNEZ, p. 16, NE, p. 226-231      |
| IX      | 1                | Hiver 1286. Séjour au vaste sanctuaire Iwashimizu Hachiman-gū. Puis Ippen fait construire un bâtiment à Yodo no Ueno et y pratique le nenbutsu dansé. | 282,2       | SNEZ, p. 16, NE, p. 234-239      |
| IX      | 2                | Incinération du saint moine Nyoichi, supérieur du Chion-in : une procession portant le cercueil est menée par un homme portant le flambeau. | 258,8       | SNEZ, p. 16, NE, p. 245-246      |
| IX      | 3                | Nuit au Kyōshin-ji d’Inamino. | 154,4       | SNEZ, p. 16, NE, p. 248-250      |
| IX      | 4                | Printemps 1287. Paysage brumeux d’où émergent quelques toits. Puis Ippen séjourne au Enkyō-ji de la province de Harima, où il se retire pour méditer. | 323,6       | SNEZ, p. 16, NE, p. 256-258      |
| X       | 1                | 1287. Ippen se trouve à Karube dans la province de Bitchū. Un de ses disciples, Kyōgan, atteint instantanément le nirvana après avoir refusé un ordre de quitter Ippen pour rejoindre son pays natal. | 259,7       | SNEZ, p. 16, NE, p. 264-265      |
| X       | 2                | Automne 1287. Ippen séjourne au ichi-no-miya de la province de Bingo où des danses de bugaku ont lieu. Puis il se rend au sanctuaire d’Itsukushima sur l’île sacrée de Miyajima, où les jeunes filles de l’île organisent un festival et des danses en son honneur. Le torii flottant est bien visible. | 351,6       | SNEZ, p. 12, 16, NE, p. 266-274  |
| X       | 3                | Décembre 1288. Séjour au sanctuaire Mishima-taisha. La foule se presse sous le torii et la longue rue brumeuse menant au sanctuaire où prêche Ippen. | 429,6       | SNEZ, p. 16, NE, p. 280-285      |
| XI      | 1                | 1289. Ippen voyage vers la province d’Awa via la province de Sanuki. Il s’arrête en route au sanctuaire Ninomiya à Ninomiya où il compose un poème. | 375,6       | SNEZ, p. 16, NE, p. 290-295      |
| XI      | 2                | Ippen dédie un poème à la divinité principale du sanctuaire Kumano de la province d’Awa, écrivant sur un rouleau de papier. | 180,8       | SNEZ, p. 16, NE, p. 297-300      |
| XI      | 3                | Juillet 1289. Ippen se rend en bateau au Kannon-dō de Hyōgo (de nos jours Kobe), où il a été invité. Il résidait alors à Akashi, mais il ne pouvait voyager à pied, étant déjà gravement malade. | 259,1       | SNEZ, p. 16, NE, p. 302-306      |
| XI      | 4                | 2 août 1289. Ippen fait un sermon au Kannon-dō de Hyōgo. Il décide d’atteindre sa mort et sa renaissance au paradis de l’Ouest à Hyōgo. | 301,3       | SNEZ, p. 17, NE, p. 311-314      |
| XII     | 1                | 17 août 1289. Ippen se tient sur la véranda du temple face à l’ouest, vers le paradis d’Amitābha, en prière et prêt à mourir. La foule l’entoure agenouillée. | 178,3       | SNEZ, p. 17, NE, p. 317-319      |
| XII     | 2                | 21 août 1289. Ippen réalise son dernier baptême au sanctuaire Nishinomiya. | 210,8       | SNEZ, p. 17, NE, p. 323-324      |
| XII     | 3                | 23 août 1289. Mort d’Ippen, serein et entouré de tous ses disciples au Kannon-dō de Hyōgo à sept heures. La scène rappelle l’iconographie de la mort du Bouddha historique. Sept de ses disciples se jettent à la mer pour le suivre. Enfin, Ippen est incinéré sous un pin en face du Kannon-dō et sa tombe est érigée. | 545,1       | SNEZ, p. 17, NE, p. 329-339      |

## Version de Sōshun (1304/1307):Yugyō shōnin engi-e
L’emaki basé sur la biographie de Sōshun, nommé Yugyō shōnin engi-e ou Ippen shōnin ekotoba den, est ultérieur à celui de Shōkai, datant du début XIVe siècle, entre 1303 et 1307 ; il n’en reste que des copies,. Ces emaki se composent de dix rouleaux, mais les six derniers sont consacrés à Taa, disciple et successeur d’Ippen et probablement maître de Sōshun ; le texte prend ainsi le point de vue de Taa, plutôt que celui d’Ippen. L’œuvre vise à conforter la position de Taa comme successeur légitime d’Ippen et présente une vision idéalisée et exagérée de l’école. Au contraire de la version de Shōkai, l’objectif de l’artiste est clairement prosélyte, visant à la conversion et à l’enseignement du peuple peu instruit. De ce fait, la composition est plus simple et variée, centrée sur l’anecdotique, pour finalement véhiculer des sentiments du quotidien comme l’humour ou l’émotion, ainsi que le miraculeux. Vraisemblablement, il s’agissait donc de transmettre par l’image l’enseignement amidiste, ce qui a nécessité des changements stylistiques et narratifs – les personnages sont par exemple représentés plus grands pour être mieux identifiables lors des prédications ou des etoki (séances publiques d’explication des peintures religieuses). Cette version, rare document sur les débuts de l’école destiné au plus grand nombre, a été plus copiée que la version de Shōkai.
Les diverses copies divergent sur plusieurs scènes dans l’importance accordée à certains personnages ou certains détails, mais le plan reste fort similaire. Le premier rouleau traite de la révélation d’Ippen à Kumano et de ses premières conversations à la foi en Amida ; le second rapporte ses premiers nenbutsu dansé et prêches auprès du peuple durant ses voyages jusqu’à son expulsion de Kamakura ; le troisième poursuit sur les voyages d’Ippen accompagné de ses nombreux disciples ; la quatrième porte sur la fin de vie et la mort du patriarche ; le cinquième montre le premier prêche de Taa auprès d’un petit seigneur local et le nouvel espoir qu’il suscite parmi les fidèles de l’école ; les rouleaux six à neuf représentent les pèlerinages, prêches et nenbutsu dansés de Taa, ainsi que les nombreux miracles (notamment les apparitions de dieux et de bodhisattvas) ponctuant son parcours ; le dixième rouleau présente la cérémonie du Nouvel An tenue par Taa en 1303, où il s’identifie au bodhisattva Kannon (Avalokiteśvara, lié à Amida) et se présente comme le cofondateur de l’école Ji shū avec Ippen,.

## Valeur historiographique

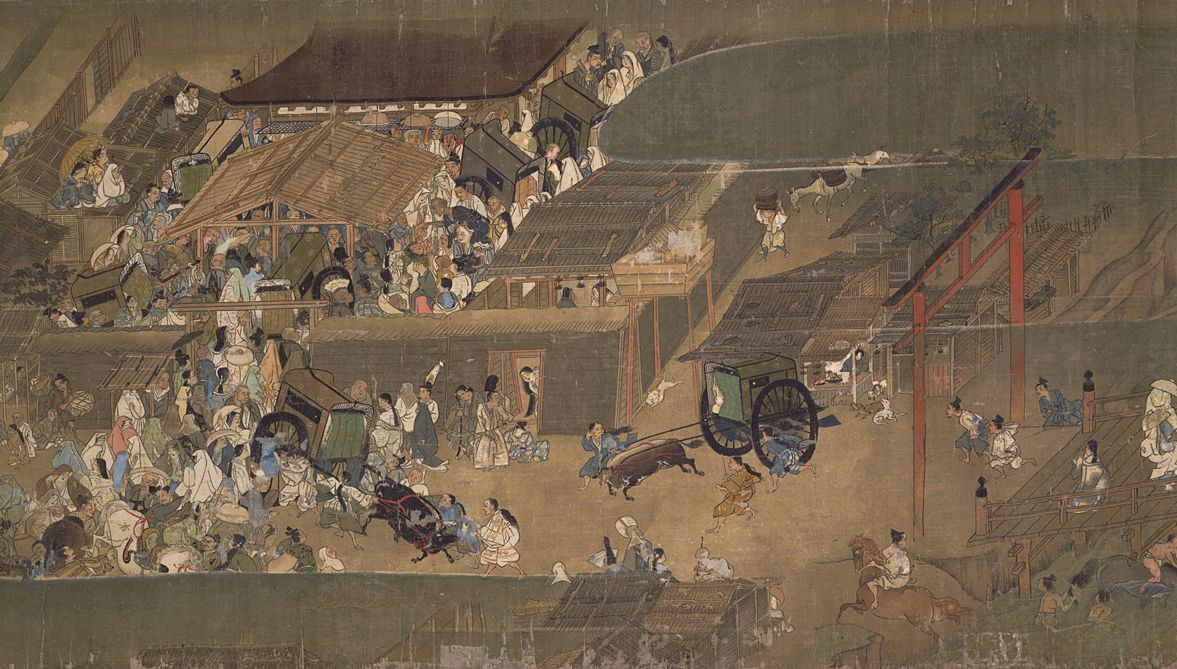
Foule grouillante à Kyōto. Rouleau VII, Section 2.

Dans l’histoire des religions japonaises, la version originale de la Biographie illustrée du moine itinérant Ippen (1299) a une valeur inestimable, car il s’agit de la première et de la plus sûre des biographies écrites sur Ippen et la fondation de l’école Ji shū, d’autant plus que son auteur, Shōkai, était un proche parent et disciple du moine,. Témoignant d’un art bouddhique nouveau sous l’époque de Kamakura, l’œuvre renseigne sur l’architecture de nombreux temples et les pratiques religieuses d’alors y sont bien illustrées, en particulier les pèlerinages et le nenbutsu,,. Le Yugyō shōnin engi-e, qui reflète plus la pensée de Taa, second patriarche de l’école, que celle d’Ippen, est donc plutôt centrée sur les premiers temps de l’histoire du Ji shū. Au-delà du bouddhisme, le syncrétisme japonais transparaît parfois, notamment lorsque Ippen honore des sanctuaires shintos.
Art du quotidien, l’emaki de Shōkai fournit de plus un témoignage minutieux sur la vie quotidienne du Japon médiéval, ainsi que sur les paysages d’alors (offrant notamment une des premières vues picturales du mont Fuji),. Les études des historiens portent sur l’habitat, les vêtements, la nourriture, les voyages, les activités économiques, les rites et les pratiques sociales et culturelles. Ippen ayant consacré sa vie au voyage, l’aspect tant citadin que rural ressort. Le fourmillement des foules en ville n’est pas sans rappeler l’art de l’ukiyo-e à l’époque d’Edo ; on y trouve par exemple une des premières représentations du quartier commerçant d’Ōsaka. L’artiste représente tant les pauvres que les riches, s’intéressant jusqu’aux mendiants et aux malades qui jonchent parfois les lieux, Ippen ayant prêché auprès de tous. K. Satō y voit la volonté de « nous montrer quels étaient les gens à qui Ippen avait réellement voulu s’adresser » dans la société du Moyen Âge : les déclassés, les mendiants et les parias.
Les peintures de villes et de campagnes, qui fourmillent de gens affairés illustrant la vie quotidienne du peuple japonais, préfigurent la peinture de genre japonaise ultérieure, dont le mouvement le plus connu est l’ukiyo-e.